# Wollongong Wolves FC
Wollongong Wolves FC ist ein australischer Fußballverein aus Illawarra, New South Wales. Bis 2004 spielte der Club in der National Soccer League (NSL), aktuell in der New South Wales Premier League.

## Geschichte
Der Verein wurde 1980 unter dem Namen Wollongong City gegründet. Der Name änderte sich seither mehrfach:
- 1981–1996: Wollongong City
- 1996–2006: Wollongong Wolves
- 2007–2008: Wollongong FC
- 2009: Wollongong Community FC
- 2010–2015: South Coast Wolves FC
- seit 2016: Wollongong Wolves FC

Im Jahr 2000 gewann der Verein erstmals die australische Meisterschaft im Finale gegen Perth Glory. Perth lag bereits zur Halbzeit 3:0 in Führung, doch Wollongong konnte diesen Rückstand zum Spielende egalisieren. Im Elfmeterschießen gewannen die Wolves schließlich 7:6. 
2001 konnte der Triumph wiederholt werden. Im Finale gegen South Melbourne FC gewann Wollongong 2:1. Im gleichen Jahr gewann der Verein außerdem die OFC Champions League.
Zu Beginn der Saison musste der Verein erneut umbenannt werden, nachdem er trotz Gewinn der State-League-Meisterschaft im Jahre 2008 in finanzielle Schieflage geriet. Nach erheblichem Einsatz finanzieller Mittel konnte das Team schließlich doch unter dem neuen Namen Wollongong Community Football Club in der NSW Premier League gemeldet werden. Ein Großteil des Meisterkaders hatte zu dem Zeitpunkt jedoch schon den Verein verlassen.

## Erfolge
- Oceania Club Championship: 1
  - 2001
- Australische Meisterschaft: 2
  - 2000 & 2001

## Bekannte Spieler
- Vaughan Coveny (1994–1995)
- Scott Chipperfield (1996–2001)
- Alfredo Esteves (2008–2010)
- Dean Heffernan (2002–2003, später u. a. 1. FC Nürnberg)
- Matt Horsley (1990–2001, später Perth Glory)
- Esala Masi (1997–2000, fidschianischer Nationalspieler)
- Robbie Middleby (1994–1996 und 2000–2001)
- Sasho Petrovski (1998–2001)
- Mile Sterjovski (1995–1996, später u. a. OSC Lille, FC Basel)
- Luke Wilkshire (bis 1997, später u. a. FC Middlesbrough, FC Twente Enschede und Dynamo Moskau)
- Ruben Zadkovich (bis 2004 Jugendspieler)